# Campeonato Africano de Atletismo de 2022 - 400 m masculino
A prova dos 400 metros masculino do Campeonato Africano de Atletismo de 2022 foi disputada entre os dias 8 a 10 de junho, no Complexo Esportivo Nacional Cote d'Or, em Saint Pierre, na Maurícia.

## Recordes
Antes desta competição, os recordes mundiais e do campeonato nesta prova eram os seguintes:
|                       | Nome              | Nacionalidade | Tempo  | Local          | Data                 |
| --------------------- | ----------------- | ------------- | ------ | -------------- | -------------------- |
| Recorde mundial       | Wayde van Niekerk | África do Sul | 43s 03 | Rio de Janeiro | 14 de agosto de 2016 |
| Recorde do campeonato | Isaac Makwala     | Botswana      | 44s 23 | Marraquexe     | 12 de agosto de 2014 |
| Recorde africano      | Wayde van Niekerk | África do Sul | 43s 03 | Rio de Janeiro | 14 de agosto de 2016 |

## Medalhistas
| Ouro                   | Prata              | Bronze                     |
| Muzala Samukonga (ZAM) | Bayapo Ndori (BOT) | Mohamed Fares Jlassi (TUN) |

## Cronograma
Todos os horários são locais (UTC+4). 
| Data        | Hora  | Evento    |
| ----------- | ----- | --------- |
| 8 de junho  | 11:55 | Bateria   |
| 9 de junho  | 15:40 | Semifinal |
| 10 de junho | 15:25 | Final     |

## Resultados

### Bateria
Qualificação: 3 atletas de cada bateria (Q) mais os 3 melhores qualificados (q). 
| Posição | Bateria | Atleta                           | Nacionalidade             | Tempo | Notas |
| ------- | ------- | -------------------------------- | ------------------------- | ----- | ----- |
| 1       | 1       | Bayapo Ndori                     | Botswana                  | 45.31 | Q     |
| 2       | 1       | Muzala Samukonga                 | Zâmbia                    | 45.48 | Q     |
| 3       | 7       | Zibane Ngozi                     | Botswana                  | 46.45 | Q     |
| 4       | 5       | Mahmad Alexander Bock            | Namíbia                   | 46.49 | Q     |
| 5       | 2       | Mohamed Fares Jlassi             | Tunísia                   | 46.52 | Q     |
| 6       | 7       | Zakhiti Nene                     | África do Sul             | 46.58 | Q     |
| 7       | 7       | Cheikh Tidiane Diouf             | Senegal                   | 46.67 | Q     |
| 8       | 4       | Patrick Kakozi Nyambe            | Zâmbia                    | 46.68 | Q     |
| 9       | 5       | Sikiru Adeyemi                   | Nigéria                   | 46.73 | Q     |
| 10      | 6       | Leungo Scotch                    | Botswana                  | 46.74 | Q     |
| 11      | 4       | Frédéric Mendy                   | Senegal                   | 46.78 | Q     |
| 12      | 4       | William Seewua                   | Quênia                    | 46.80 | Q     |
| 13      | 2       | Kennedy Luchembe                 | Zâmbia                    | 46.93 | Q     |
| 14      | 4       | Samson Nathaniel                 | Nigéria                   | 47.01 | q     |
| 15      | 6       | Gardeo Isaacs                    | África do Sul             | 47.10 | Q     |
| 16      | 6       | Haron Adoli                      | Uganda                    | 47.11 | Q     |
| 17      | 3       | Tumisang Shezi                   | África do Sul             | 47.20 | Q     |
| 18      | 6       | Andre Johannes Retief            | Namíbia                   | 47.25 | q     |
| 19      | 6       | Johnson Nnamani                  | Nigéria                   | 47.37 | q     |
| 20      | 2       | Yobsan Biru                      | Etiópia                   | 47.55 | Q     |
| 21      | 5       | Collins Gichana                  | Quênia                    | 47.60 | Q     |
| 22      | 4       | Rami Balti                       | Tunísia                   | 47.73 |       |
| 23      | 4       | Edmond Hounthon                  | Benim                     | 47.75 |       |
| 24      | 3       | Ivan Danny Geldenhuys            | Namíbia                   | 47.86 | Q     |
| 25      | 3       | Fabrisio Saïdy                   | Reunião                   | 47.90 | Q     |
| 26      | 7       | Tony Sylva                       | Gâmbia                    | 47.95 |       |
| 27      | 1       | El-Mir Reale                     | Reunião                   | 47.98 | Q     |
| 28      | 1       | El Hadji Malick Soumaré          | Senegal                   | 48.15 |       |
| 29      | 7       | Simon Artwell                    | Zimbabwe                  | 48.36 |       |
| 30      | 2       | Duncan Agyemang                  | Gana                      | 48.50 |       |
| 31      | 2       | Semi Thiel                       | Sudão do Sul              | 48.57 |       |
| 32      | 3       | Sebastien Clarice                | Ilhas Maurícias           | 48.87 |       |
| 33      | 2       | Sylvain Benandro                 | Madagáscar                | 49.01 |       |
| 34      | 1       | Patrice Remandro                 | Madagáscar                | 49.03 |       |
| 35      | 7       | Godfrey Chan-Wengo               | Uganda                    | 49.30 |       |
| 36      | 4       | Yohanes Tefera                   | Etiópia                   | 49.48 |       |
| 37      | 5       | Illa Salifou Chaibou             | Níger                     | 49.71 |       |
| 38      | 6       | Modou Lamin Bah                  | Gâmbia                    | 49.80 |       |
| 39      | 4       | Ahmed Essabai                    | Líbia                     | 52.63 |       |
| 99      | 1       | Emmanuel Korir                   | Quênia                    | DNS   |       |
| 99      | 1       | Awad Elkarim Koko                | Sudão                     | DNS   |       |
| 99      | 1       | Benedictor Mathias               | Tanzânia                  | DNS   |       |
| 99      | 2       | Akeem Sirleaf                    | Libéria                   | DNS   |       |
| 98      | 2       | Gerren Muwishi                   | Zimbabwe                  | DNS   |       |
| 99      | 3       | Gilles Anthony Afoumba           | República do Congo        | DNS   |       |
| 99      | 3       | Caleb Vadivello                  | Seicheles                 | DNS   |       |
| 99      | 3       | Anthony Pesela                   | Botswana                  | DNS   |       |
| 99      | 5       | Aboubakar Sidick Tetndap Nsangou | Camarões                  | DNS   |       |
| 99      | 5       | Todisoa Franck Rabearison        | Madagáscar                | DNS   |       |
| 99      | 5       | Daniel Otibo                     | Gana                      | DNS   |       |
| 99      | 6       | Corneille Junior Ayingouka       | República Centro-Africana | DNS   |       |

### Semifinal
Qualificação: 2 atletas de cada bateria (Q) mais os 2 melhores qualificados (q).
| Posição | Bateria | Atleta                | Nacionalidade | Tempo | Notas |
| ------- | ------- | --------------------- | ------------- | ----- | ----- |
| 1       | 2       | Mohamed Fares Jlassi  | Tunísia       | 46.40 | Q     |
| 2       | 3       | Bayapo Ndori          | Botswana      | 46.48 | Q     |
| 3       | 2       | Muzala Samukonga      | Zâmbia        | 46.49 | Q     |
| 4       | 1       | Leungo Scotch         | Botswana      | 46.66 | Q     |
| 5       | 3       | Mahmad Alexander Bock | Namíbia       | 46.72 | Q     |
| 6       | 3       | Kennedy Luchembe      | Zâmbia        | 46.74 | q     |
| 7       | 1       | Zakhiti Nene          | África do Sul | 46.92 | Q     |
| 8       | 2       | Zibane Ngozi          | Botswana      | 47.08 | q     |
| 9       | 3       | Collins Gichana       | Quênia        | 47.14 |       |
| 10      | 2       | Frédéric Mendy        | Senegal       | 47.33 |       |
| 11      | 1       | Patrick Kakozi Nyambe | Zâmbia        | 47.63 |       |
| 12      | 2       | Samson Nathaniel      | Nigéria       | 47.66 |       |
| 13      | 3       | Gardeo Isaacs         | África do Sul | 47.69 |       |
| 14      | 2       | Haron Adoli           | Uganda        | 47.91 |       |
| 15      | 3       | Yobsan Biru           | Etiópia       | 47.96 |       |
| 16      | 3       | Johnson Nnamani       | Nigéria       | 48.21 |       |
| 17      | 1       | Sikiru Adeyemi        | Nigéria       | 48.22 |       |
| 18      | 2       | Ivan Danny Geldenhuys | Namíbia       | 48.24 |       |
| 19      | 1       | Andre Johannes Retief | Namíbia       | 48.38 |       |
| 20      | 2       | Fabrisio Saïdy        | Reunião       | 48.46 |       |
| 21      | 1       | William Seewua        | Quênia        | 48.81 |       |
| 22      | 1       | El-Mir Reale          | Reunião       | 50.07 |       |
| 98      | 3       | Tumisang Shezi        | África do Sul | DNF   |       |
| 99      | 1       | Cheikh Tidiane Diouf  | Senegal       | DNS   |       |

### Final
A final ocorreu dia 10 de junho às 15:25.
| Posição           | Raia | Atleta                | Nacionalidade | Tempo | Notas  |
| ----------------- | ---- | --------------------- | ------------- | ----- | ------ |
| Medalha de ouro   | 5    | Muzala Samukonga      | Zâmbia        | 45.31 |        |
| Medalha de prata  | 6    | Bayapo Ndori          | Botswana      | 45.35 |        |
| Medalha de bronze | 3    | Mohamed Fares Jlassi  | Tunísia       | 45.54 | 45.333 |
| 4                 | 8    | Zakhiti Nene          | África do Sul | 45.54 | 45.540 |
| 5                 | 4    | Leungo Scotch         | Botswana      | 46.14 |        |
| 6                 | 2    | Kennedy Luchembe      | Zâmbia        | 46.16 |        |
| 7                 | 1    | Zibane Ngozi          | Botswana      | 46.57 |        |
| 8                 | 7    | Mahmad Alexander Bock | Namíbia       | 46.75 |        |

Legenda
| Recorde mundial       | Recorde mundial (World record)               |                       | Recorde africano                      | Recorde africano (African) |                                           | Q | Classificado por posição (Qualified) |
| Recorde do campeonato | Recorde do campeonato (Championship record)  | Recorde da América    | Recorde da América (Americas)         | q                          | Classificado por melhor tempo (Qualified) |   |                                      |
| Melhor marca do ano   | Melhor marca do ano (World leading)          | Recorde asiático      | Recorde asiático (Asian)              | DNS                        | Não largou (Did not start)                |   |                                      |
| Recorde nacional      | Recorde nacional (National record)           | Recorde europeu       | Recorde europeu (European)            | DNF                        | Não terminou (Did not finish)             |   |                                      |
| Recorde pessoal       | Recorde pessoal do atleta (Personal best)    | Recorde da Oceania    | Recorde da Oceania (Oceania)          | DSQ / DQ                   | Desclassificado (Disqualified)            |   |                                      |
| Recorde da temporada  | Recorde da temporada do atleta (Season best) | Recorde sul-americano | Recorde sul-americano (South America) | NM                         | Sem marca (No mark)                       |   |                                      |